# Đảo Kangaroo
Đảo Kangaroo là đảo lớn thứ ba của Úc, sau Tasmania và đảo Melville. Nó thuộc bang Nam Úc 112 km (70 mi), phía tây nam Adelaide. Điểm gần nước Úc lục địa nhất là Snapper Point trong eo biển Backstairs, cách bán đảo Fleurieu 13,5 km (8,4 mi).
Đây từng là nơi cư ngụ của thổ dân Úc, nhưng họ đều đã biến mất hàng nghìn năm trước, khi nơi này trở thành một hòn đảo sau khi mực nước biển dâng lên. Đảo lại trở thành điểm dân cư kể từ thế kỷ 19 về sau, ban đầu chỉ tạm thời bởi các ngư dân và thợ săn cá voi, và rồi trở thành một phần của thuộc địa Nam Úc 1836.
Nền kinh tế trên đảo chủ yếu dựa trên nông nghiệp, với nghề đánh bắt tôm rồng đá miền nam và du lịch đang phát triển. Thị trấn lớn nhất, và trung tâm hành chính, là Kingscote. Trên đảo có nhiều khu bảo tồn thiên nhiên để bảo vệ những gì còn sót lại của hệ động thực vật bản địa, trong đó lớn nhất và nổi tiếng nhất là vườn quốc gia Flinders Chase tại góc tây đảo.

## Mô tả

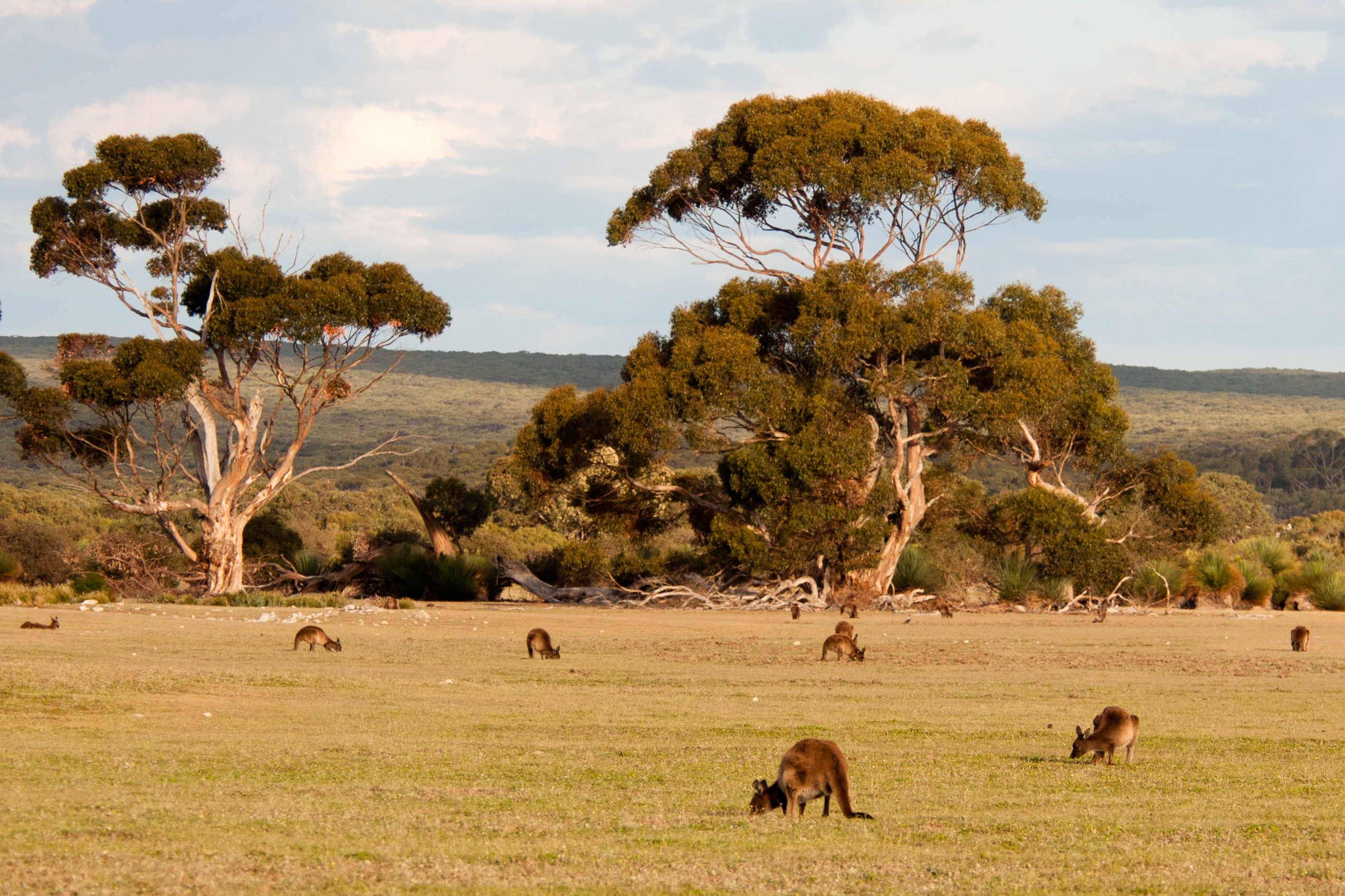
Khung cảnh đảo Kangaroo.

Hòn đảo dài 150 km (93 mi) và rộng từ 57 km (35 mi) đến 90 km (56 mi), diện tích 4.405 km2 (1.701 dặm vuông Anh). Đường bờ biển dài 540 kilômét (340 mi) và điểm cao nhất là đỉnh Núi McDonnell (299 m (981 ft) trên mực nước biển). Nó được tách khỏi bán đảo Yorke ở phía tây bắc bởi eo biển Investigator và khỏi bán đảo Fleurieu ở phía đông bắc bởi eo biển Backstairs. Một nhóm đảo nhỏ, gọi là the Pages, nằm ngoài khơi phía đông.